# Diócesis de Mangalore
La diócesis de Mangalore (en latín: Dioecesis Mangalorensis y en inglés: Roman Catholic Diocese of Mangalore) es una circunscripción eclesiástica de la Iglesia católica en India. Se trata de una diócesis latina, sufragánea de la arquidiócesis de Bangalore. Desde el 3 de julio de 2018 su obispo es Peter Paul Saldanha.

## Territorio y organización
La diócesis tiene 5924 km² y extiende su jurisdicción sobre los fieles católicos de rito latino residentes en el distrito del Kannada Meridional del estado de Karnataka y en el distrito de Kasaragod en el estado de Kerala.
La sede de la diócesis se encuentra en la ciudad de Karwar, en donde se halla la Catedral de Nuestra Señora del Rosario.
En 2021 en la diócesis existían 122 parroquias.

## Historia
El vicariato apostólico de Canara fue erigido en 1674, tomando su territorio de la arquidiócesis de Goa y dejó de existir en 1700, cuando su territorio volvió a estar bajo la jurisdicción de los arzobispos de Goa.
El 12 de marzo de 1845 se estableció el provicariato de Mangalore, dependiente de los vicarios apostólicos de Verapoly (hoy arquidiócesis de Verapoly).
El provicariato se convirtió en vicariato apostólico pleno iure el 15 de marzo de 1853 con el breve Ex debit del papa Pío IX.
El 1 de septiembre de 1886 el vicariato apostólico fue elevado a diócesis con la bula Humanae salutis del papa León XIII. El 7 de junio de 1887, con el breve Post initam, la diócesis pasó a formar parte de la provincia eclesiástica de la arquidiócesis de Pondicherry.
El 2 de octubre de 1893 se convirtió en sufragánea de la arquidiócesis de Bombay mediante el breve Romani Pontifices.
El 12 de junio de 1923 cedió una parte de su territorio para la erección de la diócesis de Calicut mediante el breve Cum auctus del papa Pío XI, a la que cedió otra parte de su territorio el 12 de enero de 1960.
El 19 de septiembre de 1953 pasó a formar parte de la provincia eclesiástica de la arquidiócesis de Bangalore mediante la bula Mutant res del papa Pío XII.
El 29 de abril de 1955 cedió la jurisdicción sobre los fieles del rito siríaco oriental que residían en su territorio a la eparquía de Tellicherry (hoy archieparquía de Tellicherry) mediante el decreto Pro fidelibus.
Por decreto de la Congregación de Propaganda Fide el 12 de enero de 1960 cedió el taluk Hosdurg a la diócesis de Calicut.
El 16 de julio de 2012 cedió una parte de su territorio para la erección de la diócesis de Udupi mediante la bula Cunctae catholicae del papa Benedicto XVI.

## Estadísticas
Según el Anuario Pontificio 2022 la diócesis tenía a fines de 2021 un total de 255 210 fieles bautizados.
| Año                                                                             | Población            | Población | Población      | Sacerdotes | Sacerdotes    | Sacerdotes    | Bautizados por sacerdote | Diáconos permanentes | Religiosos | Religiosos | Parroquias |
| Año                                                                             | Bautizados católicos | Total     | % de católicos | Total      | Clero secular | Clero regular | Bautizados por sacerdote | Diáconos permanentes | Varones    | Mujeres    | Parroquias |
| ------------------------------------------------------------------------------- | -------------------- | --------- | -------------- | ---------- | ------------- | ------------- | ------------------------ | -------------------- | ---------- | ---------- | ---------- |
| 1950                                                                            | 169 371              | 1 986 110 | 8.5            | 219        | 175           | 44            | 773                      |                      | 74         | 551        | 82         |
| 1970                                                                            | 216 084              | 2 069 032 | 10.4           | 257        | 200           | 57            | 840                      |                      | 92         | 948        | 120        |
| 1980                                                                            | 248 950              | 2 308 122 | 10.8           | 273        | 206           | 67            | 911                      |                      | 105        | 1239       | 127        |
| 1990                                                                            | 309 045              | 2 777 910 | 11.1           | 319        | 230           | 89            | 968                      |                      | 115        | 1375       | 133        |
| 1999                                                                            | 357 280              | 3 967 360 | 9.0            | 343        | 257           | 86            | 1041                     |                      | 104        | 1575       | 145        |
| 2000                                                                            | 360 853              | 4 044 707 | 8.9            | 334        | 249           | 85            | 1080                     |                      | 100        | 1595       | 147        |
| 2001                                                                            | 364 462              | 4 125 601 | 8.8            | 345        | 255           | 90            | 1056                     |                      | 105        | 1615       | 149        |
| 2002                                                                            | 368 110              | 4 208 113 | 8.7            | 363        | 252           | 111           | 1014                     |                      | 132        | 1785       | 150        |
| 2003                                                                            | 350 000              | 3 879 482 | 9.0            | 361        | 275           | 86            | 969                      |                      | 112        | 1632       | 150        |
| 2004                                                                            | 350 000              | 3 957 071 | 8.8            | 406        | 287           | 119           | 862                      |                      | 142        | 1633       | 154        |
| 2011                                                                            | 373 492              | 4 432 800 | 8.4            | 498        | 333           | 165           | 749                      |                      | 175        | 1714       | 158        |
| 2012                                                                            | 267 343              | 2 978 560 | 8.9            | 412        | 275           | 137           | 648                      |                      | 147        | 1489       | 112        |
| 2013                                                                            | 264 213              | 2 974 235 | 8.9            | 400        | 298           | 102           | 660                      |                      | 351        | 1404       | 113        |
| 2016                                                                            | 259 600              | 3 091 000 | 8.4            | 374        | 254           | 120           | 694                      |                      | 293        | 1466       | 116        |
| 2019                                                                            | 243 520              | 2 215 635 | 11.0           | 386        | 250           | 136           | 630                      |                      | 209        | 1499       | 122        |
| 2021                                                                            | 255 210              | 2 322 500 | 11.0           | 396        | 250           | 146           | 644                      |                      | 207        | 1580       | 122        |
| Fuente: Catholic-Hierarchy, que a su vez toma los datos del Anuario Pontificio. |                      |           |                |            |               |               |                          |                      |            |            |            |

### Vida consagrada
En el territorio de la diócesis, desempeñan su labor carismática religiosos y religiosas.
Los institutos de vida consagrada y las sociedades de vida apostólica de hombres presentes en la diócesis son: los Misioneros Hijos del Inmaculado Corazón de María (claretianos), la Congregación del Santísimo Redentor (redentoristas), la Orden de los Carmelitas Descalzos, la Orden de los Hermanos Menores Capuchinos, la Orden de Canónigos Premonstratenses (norbertinos), la Orden de los Hermanos Menores (franciscanos observantes), la Orden de los Predicadores (dominicos), la Sociedad del Apostolado Católico (palotinos), la Sociedad del Pilar, la Sociedad de Sacerdotes del Sagrado Corazón de Jesús de Betharram, la Pía Sociedad de San Francisco de Sales (salesianos), la Sociedad del Verbo Divino (misioneros del Verbo Divino), la Compañía de Jesús (jesuitas), la Orden de Clérigos Regulares Ministros de los Enfermos (camilos), la Sociedad del Niño Jesús (misioneros del Niño Jesús) y la Congregación de los Hermanos Cristianos.
Las órdenes, congregaciones y sociedades de mujeres que trabajan en la diócesis de Mangalore son: la Congregación de Jesús y María, las Religiosas del Apostolado Católico, las Hijas del Sagrado Corazón, las Franciscanas Misioneras de María, las Franciscanas de la Inmaculada, las Hermanas Misioneras de Ajmer, las Misioneras de la Inmaculada, las Misioneras Siervas del Espíritu Santo, Instituto Secular de Mujeres (M.O.P.), Orden de Vírgenes Consagradas, el Opus Spiritus Sancti, el Instituto Siervas de los Pobres (Dinasevanasabha), las Hermanas de Santa Ana de Bangalore, la Congregación de Hermanas Ursulinas de María Inmaculada (ursulinas de Piacenza), las Hermanas de San José de San Marcos, las Hermanas de la Cruz de Chavanod, la Sociedad de las Hijas del Corazón de María, las Pías Discípulas del Divino Maestro, las Hermanas de Nuestra Señora (SND), la Congregación de Nuestra Señora de la Caridad del Buen Pastor (hermanas del Buen Pastor), las Hermanas de San José de Cluny, las Hermanas de la Santa Cruz de Menzingen, las Hermanas de María Inmaculada (de Krishnagar), las Hermanas de Nuestra Señora de Fátima, las Hermanas de San José de Tarbes, las Hermanas de Nuestra Señora de las Misiones, las Hermanas de la Caridad de San Carlos (borromeas), las Hermanas de Santa Ana de Providencia, las Salesianas Misioneras de María Inmaculada, las Religiosas de María Inmaculada (misioneras claretianas), las Hermanas de la Tercera Orden Regular de San Francisco, las Misioneras del Apostolado Católico (palotinas), la Orden del Santísimo Salvador de Santa Brígida (brígidas), las Misioneras de la Caridad (calcutas), las Misioneras de la Reina de los Apóstoles, Hermanas de la Misericordia de la Santa Cruz, las Franciscanas Hospitalarias de la Inmaculada Concepción, las Franciscanas de Santa María de los Ángeles de Angers, las Franciscanas Siervas de María, las Dominicas de Santa María del Rosario, las Misioneras Dominicas del Rosario, la Pía Sociedad Hijas de San Pablo, las Hijas de San Camilo, las Hijas de la Caridad de San Vicente de Paúl (vicentinas), el Instituto de las Hijas de María Auxiliadora (salesianas), las Hermanas de San José de Annency, las Hermanitas de los Pobres, las Benedictinas de la Divina Providencia, las Religiosas de Jesús María, la Sociedad de Jesús, María y José, la Unión de Santa Catalina de Siena de las Misioneras de las Escuelas, las Carmelitas de Santa Teresa de Madras, la Congregación de las Auxiliadoras del Monte Rosario, la Congregación de las Ursulinas Franciscanas, las Hermanas de la Pequeña Flor de Betania, las Hermanas de la Caridad de Santa Bartolomea Capitanio y santa Vicenza Gerosa, las Hermanas del Carmelo Apostólico, las Pobres Hermanas Franciscanas de la Adoración Perpetua y la Orden de las Carmelitas Descalzas.
Cabe resaltar que dos de las numerosas congregaciones religiosas que trabajan en la diócesis, fueron fundadas en ellas y hoy son institutos internacionales de derecho pontificio, a saber: la Congregación de las Ursulinas Franciscanas, fundada por el misionero jesuita Urban Stein, en 1887, en Mangalore; y la Congregación de Hermanas de la Pequeña Flor de Betania, fundada por Raymond Francis Camillus Mascarenhas, en la misma ciudad, en 1921.

## Episcopologio
- Thomas de Castro, C.R. † (30 de agosto de 1674-16 de julio de 1684 falleció)
  - Sede suprimida (1700-1845)
- Bernardino di Sant'Agnese, O.C.D. † (12 de mayo de 1845-15 de marzo de 1853 renunció)
- Michele Antonio Anfossi, O.C.D. † (15 de marzo de 1853-1870 renunció)
- Maria Efrem Garrelon, O.C.D. † (3 de junio de 1870-11 de abril de 1873 falleció)
  - Sede vacante (1873-1885)
- Nicola Maria Pagani, S.I. † (21 de febrero de 1885-30 de abril de 1895 falleció)
- Abbondio Cavadini, S.I. † (26 de noviembre de 1895-26 de marzo de 1910 falleció)
- Paolo Carlo Perini, S.I. † (17 de agosto de 1910-12 de junio de 1923 nombrado obispo de Calicut)
  - Sede vacante (1923-1928)
- Valeriano Giuseppe de Souza † (14 de enero de 1928-14 de agosto de 1930 falleció)
- Vittore Rosario Fernandes † (16 de mayo de 1931-4 de enero de 1956 falleció)
- Basil Salvador Theodore Peres † (4 de enero de 1956 por sucesión-24 de abril de 1958 falleció)
- Raymond D'Mello † (5 de febrero de 1959-21 de abril de 1964 nombrado obispo de Allahabad)
- Basil Salvadore D'Souza † (22 de marzo de 1965-5 de septiembre de 1996 falleció)
- Aloysius Paul D'Souza (8 de noviembre de 1996-3 de julio de 2018 retirado)
- Peter Paul Saldanha, desde el 3 de julio de 2018